# 龙芯2号系列
龍芯2號系列最初的版本是用0.13微米製程技術，均为64位处理器，早期的型号是4发射乱序执行的64位GS464系列微架构，后来新出的处理器升级为采用GS464E微架构。龙芯2K1000处理器是集成双发射乱序执行的GS264微架构的64位双核处理器。

## 芯片

### 龙芯2B

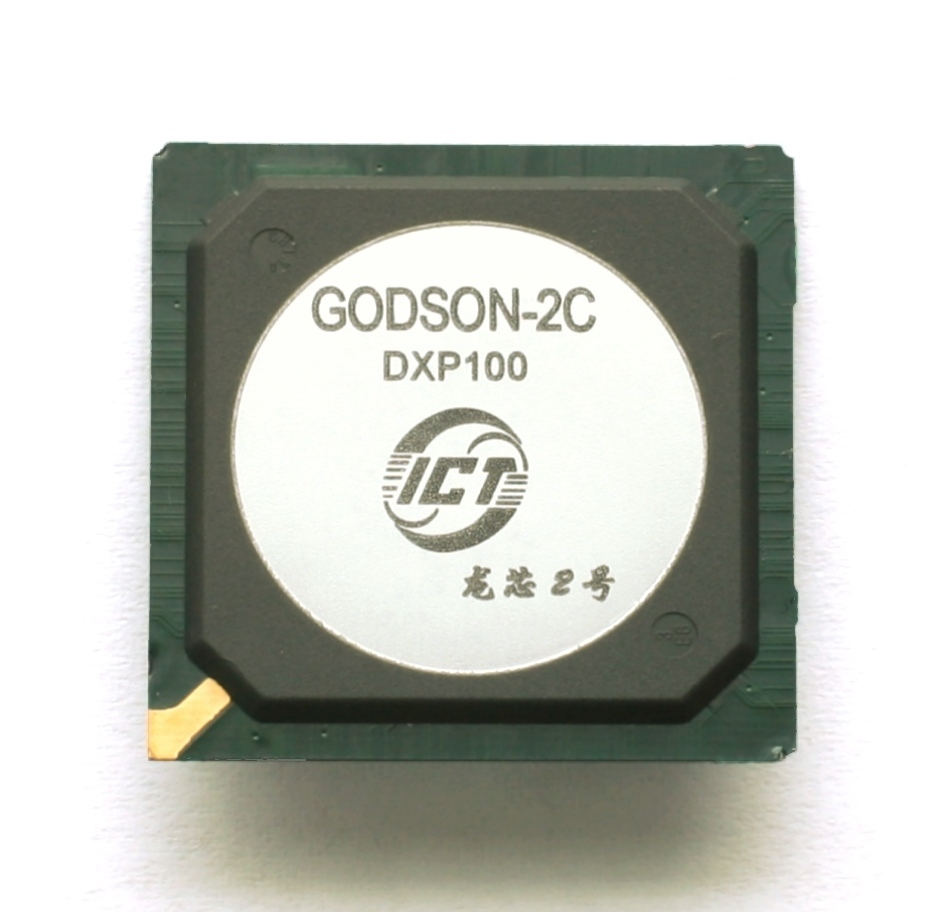
龙芯2C处理器

龙芯2号的设计从2002年7月开始，采用4发射和乱序执行结构的设计，64位设计，7～10级流水线。龙芯2号的寄存器堆设计有两个方案，A方案采用的商用寄存器堆设计出错，导致流片失败；B方案流片成功，2003年10月17日成功启动操作系统，最高频率为300MHz，功耗1W—2W。相同主频下，龙芯2B的性能已经超过了PentiumII，是龙芯一号的3～5倍。为了纪念毛主席诞辰110周年，龙芯2B代号MZD110。

### 龙芯2C
龙芯2C是龙芯2B的优化版本。性能是之前研制成功的龙芯2B性能的3倍，达到了相同主频的奔腾III的性能。为了纪念邓小平诞辰100年，龙芯2C的代号为DXP-100。

### 龙芯2D
在中国科学院微电子研究所的黄令仪研究员的回忆文章中，提到了她参与了龙芯2D的物理设计。在《龙芯的足迹》中《2006年回顾及2007年展望》一文中，胡伟武说“2005年我们面临的严峻形势赋予龙芯2E背水一战的悲壮色彩”。

### 龙芯2E

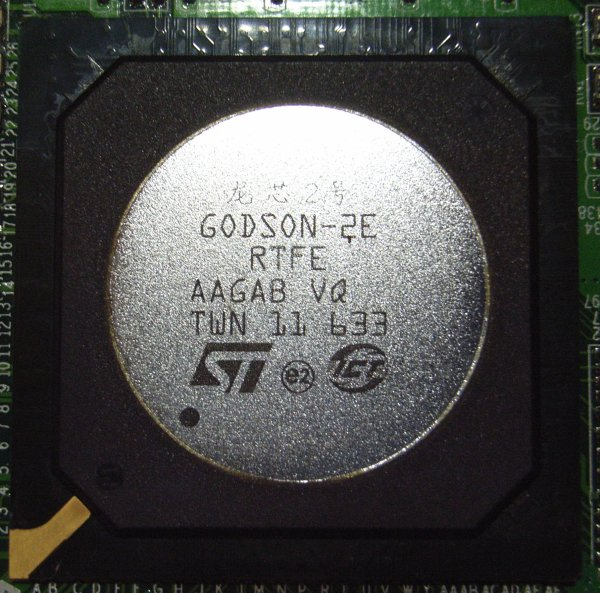
龍芯-2E 處理器

龙芯2E在2005年11月底交付流片，2006年3月18日流片成功。
龙芯2E是中华人民共和国首款采用90纳米技术设计的处理器，晶体管数目4700万，主频最高可以达到1GHz。龙芯2E的芯片面积6.8mm*5.2mm，只有Intel奔腾4的1/4。性能是龙芯2C的三倍，达到中低档Intel奔腾4处理器的水平。在龙芯2E的优化设计过程中，意法半导体与龙芯进行了合作。基于龙芯2E的成功，意法半导体还花三百多万美元授权费购买了龙芯2E/龙芯2F的生产和销售授权，开创了中华人民共和国计算机核心技术对外授权的先例。由于龙芯2E的北桥使用FPGA实现，成本较高，该处理器没有大规模量产。
2009年，中国石油大学的硕士丰大强及其他们的课题组实现了Windows CE在龙芯2E上的移植，帮助了龙芯早期嵌入式生态的发展。

### 龙芯2F

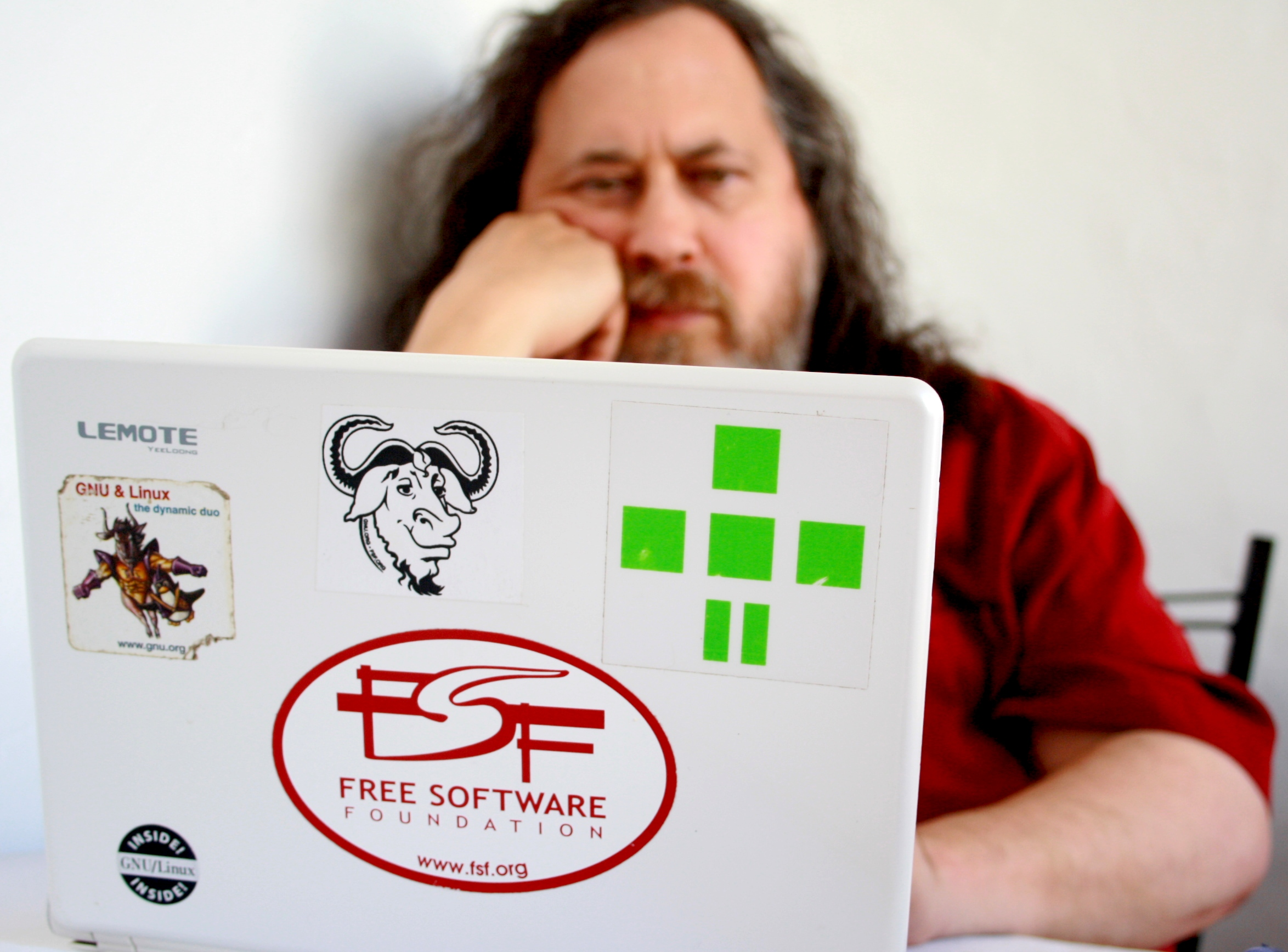
属于理察·斯托曼一台搭载龍芯2F芯片的江蘇龍夢笔记本电脑，該電腦甚至于在BIOS層級完全是自由軟體

龙芯2F于2007年7月31日流片成功。龙芯2F是龙芯第一款成功的商用处理器。为了纪念建军80周年，龙芯2F代号为PLA80。龙芯2F包含5100万晶体管，主频800MHz，采用意法半导体90纳米工艺流片。在指令集上，完全兼容64位MIPS III。采用龙芯2F处理器的福珑迷你电脑，以及8089A/D笔记本电脑，曾经大量面向爱好者销售。至今，仍有大量的龙芯爱好者持有这两种产品。

### 龙芯2G/2G+/2GQ/2G-2000
龙芯2G是在“龙芯安全适用计算机CPU研制与应用”核高基专项课题支持下研发的，于2008年投入设计，2010年研制成功。龙芯2G指令集兼容MIPS64，且增加了X86二进制翻译加速指令，以及龙芯媒体扩展指令，功耗3W。在该处理器上，使用了X86二进制翻译技术，提出了在MIPS平台上实现X86动态二进制翻译的方法。龙芯2G相当于龙芯3A1000的单核版本。龙芯2GQ是龙芯2G的量产版，是一款四核处理器。龙芯2GQ与龙芯3A1000的区别在于龙芯2GQ不支持多路互联。龙芯2GP后来更名为龙芯2I。

### 龙芯2H1000
龙芯2H1000是龙芯2G处理器与龙芯1A(2F南桥)的后继产品，其目标是为安全适用计算机提供单片解决方案。主要用于网络设备等。兼容MIPS64指令集，支持X86二进制翻译指令集。集成了GS232V媒体处理IP。
龙芯2H1000最初设想的应用是上网本，后实际用于工控领域，包括防火墙在内的网络安全领域。龙芯2H于2012年流片，2013年提供样片，2014年提供产品。集成了很多的功能，芯片设计复杂，但缺少对特定应用的优化。龙芯2H1000既可以作为独立SOC，还可以作为HT接口的南桥芯片。

### 龙芯2K1000

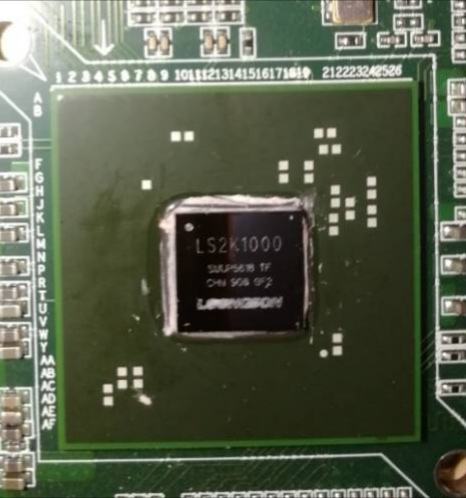
龙芯2K1000处理器正面照

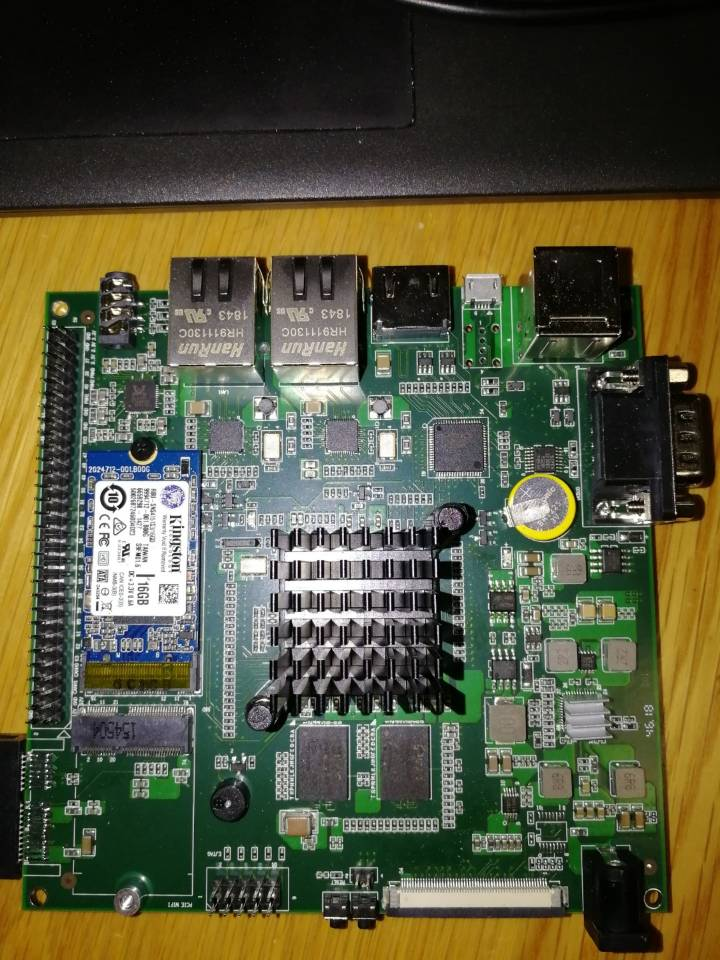
龙芯派2代主板正面照

龙芯2K1000是一款双核处理器，采用了双发射64位的GS264微结构，40nm工艺生产，商业级芯片主频1GHz，工业级芯片主频800MHz。龙芯2K1000处理器是龙芯2H的升级芯片，其计算性能和IO带宽比龙芯2H都大幅提高。龙芯2K1000主要面向网络通信应用，兼顾平板及工业控制领域。龙芯中科以此开发了类似于树莓派的单板机龙芯派。

### 龙芯2K2000
龙芯2K2000是计划中龙芯2K1000的升级版，采用28纳米工艺生产，主频将达到2GHz。